# 陳躍
陳躍（1958年—），江蘇省丹陽縣人，出生於福建省福州市，中國已退役男子羽球運動員。

## 簡歷
陳躍曾於1978年獲得全國羽毛球比賽混雙冠軍、男雙亞軍。1981年，他獲得全國羽毛球比賽混合雙打、男子雙打冠軍。1982年，他代表中國隊參加湯姆斯盃國際男子團體賽，獲得冠軍。1983年獲國家體委授予「體育運動榮譽獎章」。